# بیا برقصیم (فیلم ۲۰۰۹)
بیا برقصیم (انگلیسی: Let's Dance) یک فیلم بالیوود محصول سال ۲۰۰۹ است که در آن گایاتری پاتل، اجی چودری و عاقب افضل نقش‌های اصلی را بازی کرده‌اند. این فیلم توسط عارف شیخ تدوین و کارگردانی شده‌است.